# Квин Вали (Аризона)
Квин Вали (енгл. Queen Valley) насељено је место без административног статуса у америчкој савезној држави Аризона.

## Демографија
По попису из 2010. године број становника је 788, што је 32 (-3,9%) становника мање него 2000. године.
| Група             | 2000.       | 2010.       |
| Белци             | 758 (92,4%) | 704 (89,3%) |
| Афроамериканци    | 1 (0,1%)    | 3 (0,4%)    |
| Азијати           | 1 (0,1%)    | 11 (1,4%)   |
| Хиспаноамериканци | 50 (6,1%)   | 53 (6,7%)   |
| Укупно            | 820         | 788         |